# الفطيرة الأمريكية: قواعد البنات
الفطيرة الأمريكية: قواعد البنات (بالإنجليزية: American Pie Presents: Girls' Rules)‏ هو فيلم مراهقين أمريكي صدر عام 2020 من إخراج مايك إليوت تم أنتاجه من قبل يونيفرسال بيكتشرز انترتينمنت. وهذا الجزء الخامس من سلسلة «الفطيرة الأمريكية تقدم»، وهو جزء فرعى من «سلسلة الفطيرة الأمريكية» والتاسع في السلسلة. كما أنه أول فيلم في السلسلة لا يظهر فيه شخصية يوجين ليفي «نوح ليفنشتاين».
تم إصدار الفيلم على دي في دي في 6 أكتوبر 2020.

## البطولة
- ماديسون بيتيس في دور آني
- ليز برودواي بدور ستيفاني ستيفلير
- بايبر كوردا بدور كايلا
- ناتاشا بهنام بدور ميشيل
- دارين بارنت في دور جرانت
- زاكاري جوردون في دور إيميت
- كامارون إنجلز في دور تيم
- كريستيان فالديراما بدور أوليفر
- زين إموري بدور جايسون
- إد كوين في دور كيفن
- سارة رو في دور إلين
- باري بوستويك في دور بي باو
- داني تريجو في دور السيد جارسيا البواب

## التطوير
بعد نجاح «الفطيرة الأمريكية: كتاب الحب»، تم التعاقد مع الكاتب ديفيد هـ. شتاينبرغ في عام 2010 لكتابة الفيلم التالي في السلسلة بعنوان American Pie Presents: East Great Falls تتمحور حول أربعة طلاب ذكور في مدرسة East Great Falls الثانوية الذين جميعهم يقعون في حب نفس الطالبة. استأجرت يونيفرسال استوديو كتابًا جددًا في عام 2017 لقلب الأجناس لجميع الشخصيات

## روابط خارجية
- الفطيرة الأمريكية: قواعد البنات  في قاعدة بيانات الأفلام على الإنترنت (بالإنجليزية)